# Ľuboš Blaha
Ľuboš Blaha (* 7. prosince 1979) je slovenský politolog, filozof a politik, poslanec Národní rady SR a místopředseda strany SMER-SD. V letech 2023 až 2024 byl zvolen stranu SMER-SD, následně místopředsedou Národní rady Slovenské republiky, od roku 2024 je poslancem Evropského parlamentu; byl předsedou výboru NR SR pro evropské záležitosti, ověřovatelem Zahraničního výboru NR SR a také vedoucím Stálé delegace NR SR v Parlamentním shromáždění Rady Evropy a členem Stálé delegace NR SR v Parlamentním shromáždění OBSE. Je považován[kým?] za nejlevicovějšího poslance NR SR. Otevřeně se hlásí k myšlenkám marxismu, neomarxismu, demokratického socialismu, antiglobalismu a komunitarismu. Působí jako vědecký pracovník na Ústavu politických věd Slovenské akademie věd, ačkoli předsednictvo SAV se distancovalo od jeho vyjádření s tím, že během výkonu veřejné funkce Blahovi nemohou dát výpověď.
V roce 2010 získal cenu Literárního fondu za nejlepší knihu v kategorii společenských věd za rok 2009 za knihu Zpět k Marxovi?
Léta 2012 získal ve volbách do NR SR 1 195 preferenčních hlasů, ve volbách roku 2016 jich bylo 2 746, ve volbách o čtyři roky později jich bylo 60 263, čímž se prokroužkoval z 11. na 6. místo. V parlamentních volbách 2023 získal 220 478 preferenčních hlasů a stal se místopředsedou NRSR.
Od 14. června 2022 je zablokován na sociální síti Facebook kvůli „hrubému porušování pravidel sítě“, zahrnující například nenávistné projevy a šíření dezinformací o covidu-19.

## Životopis
Základní školu a gymnázium absolvoval v Bratislavě. Studoval politologii na Univerzitě Mateja Bela v Banské Bystrici; ve studiu pokračoval na Univerzitě Komenského v Bratislavě (obor filozofie). Doktorát obhájil na Ústavu politických věd SAV. Náplní jeho výzkumu je marxismus, liberalismus a komunitarismus. Během doktorského studia pracoval pro Komunistické straně Slovenska jako referent pro styk se zahraničím. V letech 2006 až 2010 působil jako poradce předsedy NR SR Pavla Paška. V červenci 2012 spolupracoval na projektu Levé spektrum 2012.
Blaha je ženatý a má dvě děti. Jeho otec je novinář a publicista Milan Blaha (známý například z relace STV „Večer na tému“). V letech 1996 až 2011 působil jako hráč na klávesové nástroje v hudební skupině Ethereal Pandemonium.

## Politická kariéra
Od roku 2012 je Blaha poslancem NR SR za SMER-SD, členem poslaneckého klubu SMER-SD a místopředsedou strany. Roku 2012 kandidoval na 38. místě. Dostal 2 746 platných preferenčních hlasů. Je ověřovatelem zahraničního výboru NR SR a předsedou výboru NR SR pro evropské záležitosti. V roce 2018 se stal vedoucím delegace NR SR do Parlamentního shromáždění Rady Evropy a v lednu 2018 ho plénum PACE zvolilo za místopředsedu parlamentního shromáždění.

### Parlamentní aktivita
Během svého působení v Parlamentním shromáždění se poslanec Ľuboš Blaha podílel zatím pouze na třech legislativních návrzích:
V roce 2018 podepsal spolu s dalšími pěti poslanci ze strany Smer-SD zákon o obědech zdarma.[zdroj?]
Roku 2020 společně s poslanci Ficem a Kamenickým předložili novelu zákona o státních svátcích, která doplnila jeden řádek o větu, že 30. září má být Dnem mnichovské zrady.[zdroj?]

## Politické názory
Ľuboš Blaha se považuje za vyhraněného levičáka; hlásí se k socialismu, antikapitalismu, antifašismu, alterglobalizmu a umírněnému pacifismu. Otevřeně se pokládá za marxistu, ale odmítá bývalý stalinský režim a hlásí se k modernímu západnímu marxismu, k radikální demokracii a kulturně-liberálním tématům. Politicky podporuje klasickou sociální demokracii s jejím důrazem na ekonomické otázky (stará levice), avšak sympatizuje i s latinskoamerickými socialistickými státy a hnutími. Bývá častým terčem kritiky za svůj obdiv k levicovým osobnostem jako Karl Marx, Che Guevara nebo Hugo Chávez. Je zastáncem skandinávského sociálního modelu, především vysokého progresivního zdanění a dělnických fondů (lontagarfondner). Na Slovensku propaguje model družstev na způsob španělsko-baskické družstevní korporace Mondragón.
Otevřeně se hlásí k mnohým myšlenkám Noama Chomského či Slavoja Žižeka. Blaha odmítá jakékoliv projevy rasismu, xenofobie a fašismu, považuje je za kriminální činy. Nekompromisně odmítá Slovenský stát a Jozefa Tisa. V poslaneckém klubu SMER-SD patří k nejliberálnějším poslancům ve vztahu k menšinám a lidskoprávní agendě. Je výrazný kritik globálního kapitalismu, liberalismu a pravicového extremismu. V současnosti svůj slovník vůči liberalismu a politickým oponentům přitvrzuje a přiklání se více k autoritářství a národně-konzervativním hodnotám.
Během června 2018 oficiálně prezentoval novou knihu Antiglobalista, v níž se vyhraňuje jednak vůči alterglobalistické levici, kterou považuje za naivní a nerealistickou. Navrhuje návrat ke komunitárním hodnotám, kolektivním identitám, třídní solidaritě a internacionalismu.

### Zahraniční politika
V zahraniční politice čerpá ve svých názorech inspirace z mezinárodněpolitického realismu a neomarxismu. Patří ke kritikům zahraniční politiky USA, otevřeně kritizoval nejen válku v Iráku, ale také válku v Afghánistánu. Kritizoval i západní angažovanost v Libyi či Sýrii. Na druhou stranu podporuje vojenské angažování Ruské federace a Íránu v Sýrii. Kritizuje i zahraniční politiku Izraele vůči Palestině. Zasazuje se za práva Arménů ve vztahu k Náhornímu Karabachu a kritizuje tureckou zahraniční politiku.

### Ruská invaze na Ukrajinu
Na Slovensku patří k obhájcům Ruské federace od vypuknutí Ruské invaze na Ukrajinu. Podle svých slov není zastáncem režimu Vladimira Putina, ale krizi na Ukrajině vnímá jako geopolitický střet Západu a Ruska, přičemž odmítá jednostrannou kritiku Ruska v Evropě. Otevřeně kritizoval sankce vůči Rusku a Rusko označuje za „přátelský národ, který osvobodil Slovensko od fašismu v roce 1945“.

### Evropská unie
Vůči Evropské unii je velmi kritický, ale odmítá euroskepticismus a nacionalismus. EU považuje za neoliberální a elitářský projekt, avšak pro Slovensko lepší alternativu než EU nevidí. Podporuje boj za „spravedlivější a sociálnější Evropu, která bude více levicová a demokratická“. V minulosti se zasazoval za projekt evropského nepodmíněného základního příjmu. Dlouhodobě propaguje sociální ekonomiku a družstva, výrazně se zasazuje o sociální unii. V roce 2014 tvrdě kritizoval probíhající dohodu o volném obchodu mezi EU a USA, známou také jako TTIP, která je podle něj synonymem pro „neoliberalismus a kolonizaci evropského sociálního modelu americkými nadnárodními korporacemi“. Během evropské migrační krize léta 2015 patřil k odpůrcům povinných kvót. Důrazně však odmítal islamofobii a obhajoval solidaritu Slovenska s EU, ať už materiální, finanční či personální.

## Kritika a kontroverze
Ľuboš Blaha je znám díky svým ostrým až nenávistným projevům ve statusech na sociálních sítích, které jsou podle něj reakcí na dlouhodobé nenávistné ataky na jeho osobu, a pro které se vystavuje vlnám kritiky veřejnosti, novinářů, politických oponentů a spolustraníků. Své politické oponenty a opoziční novináře tam opakovaně nazývá „liberálními prasaty“. Rozruch vyvolalo i označení Jana Palacha za teroristu. Vězně komunistického režimu zase Blaha nazval „podvodníky, zlodějíčky a nemorálními cynickými a arogantními milionářskými prasaty“. Mimo jiné Blaha bývá kritiky označován za „komunistu“ nebo „ruského agenta“.
V červnu 2018 blogger Samo Marec podal na Blahu trestní oznámení pro podezření z porušení § 422d trestního zákona (zákona č. 300/2005 Sb., ve znění pozdějších předpisů), tj. z popírání, zpochybňování, schvalování nebo snahy o omluvu zločinů režimu založeného na komunistické ideologii. Podnětem byl Blahův status na sociální síti Facebook z 27. května 2018, ve kterém zdůrazňoval pozitivního stránky socialistického režimu v Československu.
V květnu 2019 na parlamentním výboru pro evropské záležitosti premiér Peter Pellegrini (SMER-SD) kritizoval Ľuboša Blahu pro jeho status na sociální síti, kde označoval Evropskou unii jako „antiľudskou, antisociální, plnou nenávisti vůči střední Evropě a slovenské kultuře“ a představitele Evropské unie nazval „bandou lůzrů“. Reagoval tak na podporu stránky Zomri Ministerstvem zahraničních věcí. Pellegrini současně Blahu nepřímo vyzval, aby zvážil setrvání na postu předsedy výboru pro evropské záležitosti, protože strana SMER-SD, která ho na tento post nominovala, vždy jasně vyjadřovala podporu pro evropský projekt a členství Slovenska v Evropské unii.
V květnu 2022 na mítinku strany SMER-SD povzbuzoval za přítomnosti předsedy Roberta Fica shromážděné příznivce, aby vulgárně uráželi prezidentku Zuzanu Čaputovou.

### Sociální sítě
Za rok 2019 měl Blaha na Facebooku více než 3 miliony lajků, sdílení a komentářů; do své reklamy na Facebooku investoval více než 14 tisíc eur.
14. června 2022 Facebook zrušil Blahovu stránku; tiskové oddělení společnosti k tomu uvedlo: „Tato stránka byla odstraněna pro opakované porušování našich zásad týkajících se nenávistných projevů, šikany a obtěžování, podněcování k násilí a šíření dezinformací o covidu-19.“ Blaha byl Facebookem již několikrát potrestán: v dubnu 2022 mu bylo na 30 dní znemožněno přidávat videa, 13. června 2022 nemohl přidat video a v listopadu 2021 společnost odstranila video, na kterém šířil nepravdy o covidu-19.

### Knihy
- Sociálna spravodlivosť a identita. 1. vyd. Bratislava : Veda, 2006. 164 s. ISBN 80-224-0891-3.
- Späť k Marxovi? : (sociálny štát, ekonomická demokracia a teórie spravodlivosti). 1. vyd. Bratislava : Veda, 2009. 526 s. ISBN 978-80-224-1077-9.
- Paradoxy prosperity : hlavné línie sociálnej kritiky v ére globalizácie I.. 1. vyd. Sládkovičovo : Vysoká škola Visegrádu, 2010. 159 s. ISBN 978-80-89267-48-4.
- Paradoxy pokroku : hlavné línie sociálnej kritiky v ére globalizácie II.. 1. vyd. Sládkovičovo : Vysoká škola Visegrádu, 2010. 182 s. ISBN 978-80-89267-47-7
- Matrix kapitalizmu. Blíži sa revolúcia?. 1. vyd. Bratislava : Veda, 2011. 176 s. ISBN 978-80-224-1230-8.
- Európsky sociálny model – čo ďalej?. 1. vyd. Bratislava : Veda, 2014. 479 s. ISBN 978-80-224-1396-1.
- Dejiny politického myslenia v 19. storočí. 1. vyd. Trnava : Univerzita sv. Cyrila a Metoda, 2017. 258 s. ISBN 978-80-8105-833-2.
- Antiglobalista. 1. vyd. Bratislava : Veda, vydavateľstvo Slovenskej akadémie vied, 2018. 459 s. ISBN 978-80-224-1628-3.
- Sto najlepších statusov Ľuboša Blahu. 1. vyd. Bratislava : Mayer media, 2019. 464 s. ISBN 978-8097-2099-6-4.
- Nové statusy Ľuboša Blahu: Slniečkam s láskou. 1. vyd. Bratislava : Mayer media, 2019. 550 s. ISBN 978-8097-2099-88.

### Studie v recenzovaných časopisech, sbornících a časopisech
- Slovensko a otázka sociálneho štátu. In: PEKNÍK, Miroslav et al. Pohľady na slovenskú politiku po roku 1989 : II. časť. Bratislava : Veda, 2016, s. 364–394. ISBN 978-80-224-1516-3.
- Sociálne práva, liberalizmus a globalizácia [Social rights, liberalism and globalization]. In: Eseje o sociálnom občianstve. Nitra : Univerzita Konštantína Filozofa v Nitre, 2015, s. 65–76. ISBN 978-80-558-0898-7.
- (Post)moderná spoločnosť a systémové príčiny mediálnej manipulácie: existuje cesta von? [(Post) modern society and the structural causes of media manipulation: is there a way out?]. In: Masmédiá a politika: Komunikácia či manipulácia? : zborník príspevkov z medzinárodnej konferencie. Bratislava : Ústav politických vied SAV: Fakulta masmédií Paneurópskej vysokej školy: Veda, 2014, s. 165–187. ISBN 978-80-224-1425-8.
- The EU as a different galaxy? In: Queries – The European Progressive Magazine, 2014, č. 4, s. 81. ISSN 2032-9113.
- Obrana liberalizmu alebo niekoľko poznámok ku kritickej teórii uznania Marka Hrubca [In defence of liberalism or a few notes on the critical theory of recognition by Marek Hrubec]. In: Studia Politica Slovaca: časopis pre politické vedy, najnovšie politické dejiny a medzinárodné vzťahy, 2012, roč. 5, č. 1, s. 108–122. ISSN 1337-8163.
- Polená štrajkujúcim : názor. In: Pravda, 6. 12. 2012, roč. XXII, č. 281, s. 35. ISSN 1335-4051.
- Die slowakische SMER – Europas erfolgreichste Partei der Linken Mitte? [48]
- Angela a jej smrteľné objatie. In: Slovo: spoločensko-politický týždenník, 24. 9. 2013. ISSN 1335-468X.[49]
- Kladivo na čarodejnice? In: Slovo: spoločensko-politický týždenník/Aktualitiy.sk, 3.12.2013. ISSN 1335-468X.[50]
- Matičiar, ktorého si budem vždy vážiť. In: Slovo: spoločensko-politický týždenník, 15. 3. 2013. ISSN 1335-468X.[51]
- Základný európsky príjem pre všetkých: dozrel čas? In: Slovo: spoločensko-politický týždenník, 4.4.2013.[52]
- „Prvý raz ako tragédia, druhý raz ako fraška“. In: Literárny týždenník, 2013, roč. XXVI., č. 33–34, s. 1–2. ISSN 0862-5999.
- Marx stále živý! [Marx still alive!]. In: DINUŠ, Peter. Spor o Marxa. Bratislava : Veda : Ústav politických vied SAV, 2011, s. 105–139. ISBN 978-80-224-1229-2.
- Ekonomická demokracia: nádej pre budúcnosť? [Economic Democracy: hope for the future?]. In: DINUŠ, Peter, HOHOŠ, Ladislav: Svet v bode obratu : systémové alternatívy kapitalizmu koncepcie, stratégie, utópie. Bratislava : VEDA, Ústav politických vied SAV, 2011, s. 70–103. ISBN 978-80-224-1227-8.
- Perspektívy sociálneho štátu v Európe. In: GOŇCOVOÁ, Marta a kolektív: Evropská politická společnost. Brno : Masarykova univerzita, 2010, s. 153–178. ISBN 978-80-210-5354-0.
- Analytický marxizmus a problematika spravodlivosti. In: DINUŠ, Peter et al. Marx a spoločenské zmeny po roku 1989. Bratislava: Veda, 2010, s. 131–154. ISBN 978-80-224-1131-8.
- Sociálna spravodlivosť = čisté úsilie + potreby. In: Za zrkadlom politiky. – Bratislava: Veda, 2010, s. 110–143. ISBN 978-80-224-1137-0.
- Quo Vadis, sociálna demokracia? In: Studia Politica Slovaca : časopis pre politické vedy, najnovšie politické dejiny a medzinárodné vzťahy, 2010, roč. 3, č. 1, s. 23–46. ISSN 1337-8163.
- Kritika mediálnej manipulácie zo strany radikálnej ľavice. In: Symbióza médií a politiky : zborník zo seminára s medzinárodnou účasťou. Bratislava : Ústav politických vied SAV, 2009, s. 130–141. ISBN 978-80970353-0-3.
- Stratégia rozvoja slovenskej spoločnosti [The Strategy of Development of Slovak Society]. Bratislava : Ekonomický ústav SAV vo vydavateľstve VEDA, 2010. 695 s. ISBN 978-80-7144-179-3
- Analytický maxizmus a problematika spravodlivosti. In: Marx a spoločenské zmeny po roku 1989. Bratislava : Ústav politických vied SAV, 2009, s. 94–113. ISBN 978-80-8106-016-8.
- Ľavica versus pravica : (ideolofgický boj na začiatku tretieho tisícročia). In: Evropa 21. století:rozmanitost a soudržnost? Brno: Masarykova univerzita, 2008, s. 179–204.
- O čom bola bratislavská Konferencia predsedov parlamentov Európskej únie? In: Studia Politica Slovaca : časopis pre politické vedy, najnovšie politické dejiny a medzinárodné vzťahy, 2008, roč. 1, č.1, s. 140–150. ISSN 1337-8163.
- Chomského kritika mediálnej manipulácie. In: Veda, médiá a politika : zborník príspevkov z konferencie „Globalizácia, veda, vzdelávanie, médiá, politika“. Bratislava : VEDA, 2008, s. 147–166. ISBN 978-80-224-1001-4.
- Social Justice: Problem and Perspectives. In: Revista de Stiinte Politice, 2005, nr. 6–7, pp. 9–23. ISSN 1584-224X.
- Prečo európska ľavica odmieta ústavnú zmluvu? In: Európske občianstvo a národná identita. Prešov : Slovacontact, 2006, s. 283–291. ISBN 80-88876-16-8.
- Historický úspech sociálnej demokracie na Slovensku : (analýza koaličných možností víťaznej strany po parlamantných voľbách 2006). In: Voľby 2006 v štátoch V4. Prešov : Slovacontact, 2006, s. 152–164. ISBN 978-80-8068-595-9.
- Activity on World-Wide Level. In Resistance to Imperialist Aggressiveness, Fronts of Struggle and Alternatives: Information Bulletin, s. 113–119.